# بلين ترمب
مارثا ليندلي بلين ترمب (اسم الولادة: بيرد؛ من مواليد 1948) هي سيدة مجتمع أمريكية. كانت زوجة وريث العقارات روبرت ترمب لمدة 25 عاماً. وهي أخت زوجة سابقة للرئيس السابق والرئيس المنتخب الحالي دونالد ترمب.

## الحياة المبكرة والتعليم
ولدت بلين ترمب باسم مارثا ليندلي بلين بيرد، وترعرعت في ساوث كارولينا وفلوريدا وألاباما. كان والدها، جوزيف بيرد، من كبار المسؤولين التنفيذيين في شركة آي بي إم. انتقلت بلين وعائلتها إلى يوكوهاما بسبب وظيفة والدها عندما كانت في العاشرة من عمرها. وهناك، التحقت بالمدرسة الدولية للقلب المقدس. تخرجت لاحقاً في المدرسة الأمريكية في باريس في لوفيسيان. التحقت بكلية بينيت في ميلبروك، نيويورك، ثم جامعة طوكيو، قبل تركها للزواج من بيتر ريتشين.

## نشاطها
بلين هي أمين على مسرح الباليه الأمريكي.
وحصلت على جائزة شجرة مارييتا للخدمة العامة من لجنة مواطني مدينة نيويورك في 1998.

## حياتها الشخصية
تزوجت بلين ترمب وانفصلت مرتين. أولاً لفترة وجيزة من بيتر ريتشين، الذي أنجبت منه طفلاً في 1978، وكريستوفر هولستر الذي يعمل مديراً تنفيذياً في مجال العقارات.
ثم تزوجت من روبرت ترمب في 1984، والذي عمل في شركته العائلية لتطوير العقارات، منظمة ترمب، وظلا معاً لمدة 25 عاماً، من 1984 إلى 2009. في أكتوبر 2004، تناولت بلين جرعة زائدة من الحبوب ونُقلت إلى مستشفى ماونت سيناي في مانهاتن، نيويورك بعد أن علمت أن زوجها اشترى منزلاً بقيمة 3.7 مليون دولار في لونغ آيلند لصديقته آن ماري بالان، التي كانت سكرتيرته لسنوات عديدة. وخاضا معركة طلاق طويلة. ورُفعت دعوى الطلاق في 2007، وصُعدت إلى المحكمة في 2008، وتوصلا إلى تسوية سرية في 2010.
بعد انفصال روبرت وبلين في 2006، بعد أكثر من 20 عاماً من الزواج، طرحا مسكنهما المشترك غير المكتمل المكون من ثلاث وحدات وثلاثة طوابق ومساحته 6,500 قدم مربع في السوق.
عرضت بلين ترمب قصرها للبيع في 2012 والذي تبلغ قيمته 17.5 مليون دولار في ميلبروك، نيويورك.
حضرت بلين ترمب وشريك حياتها ستيف سيمون حفل تنصيب الرئيس دونالد ترمب في واشنطن في 2017.

## وصلات خارجية
- بلين ترمب في قاعدة بيانات الأفلام على الإنترنت